# Year Walk
Year Walk — приключенческая игра, разработанная и выпущенная независимой шведской студией разботчиков мобильных игр Simogo для мобильных устройств iOS в 2013 году. За основу истории была взята старинная шведская традиция под названием «Årsgång» (произносится как oːʂgɔŋ; «Годовая прогулка»). Игра была портирована на платформы Windows и OS X для ПК и выпущена в Steam в 2014 году, а также на игровую приставку Wii U и доступна для покупки в магазине Nintendo eShop с 17 сентября 2015 года.
Разработка игры началась с создания сценария, предназначенного для короткометражного мультфильма ужасов. Впоследствии разработчики решили создать игру, ориентированную на сюжетное прохождение. Команда вдохновлялась разными фильмами ужаса и играми, но особенным предметом вдохновения послужил советский мультфильм «Ёжик в тумане».

## Сюжет
Year Walk начинается с того, что главный герой Даниэль Свенссон навещает свою возлюбленную Стину, которая намекает на то, что ей сделали предложение, и предупреждает игрока об опасностях годичной прогулки (швед. Årsgång), заметив, что её двоюродный брат умер во время исполнения данного ритуала. Даниэль возвращается домой и в любом случае готовится к годичной прогулке.
Цель Даниэля — добраться до церкви и увидеть будущее. На пути, герой встречает фей и мифических существ из шведского фольклора — Хульдру, никсу, мюлингов, ночного ворона и церковного грима. В конце концов игрок получает видение будущего в форме зловещих разговоров со Стиной, а затем лежащей девушки на солнечном лугу, которая начинает истекать кровью.
Если после титров, игрок использует подсказки из журнала, то он обнаруживает заметки современного человека Теодора Альмстена, помешанного на шведском фольклоре, в частности годичной прогулке. Исследования Альмстена влияют на его психическое состояние непосредственного перед началом его годичной прогулки и такая же участь ждала Даниэля, которого, как оказалось приговорили к смертной казни за убийство Стины. Сам же Альмстен указал в заметках, что Даниэл «сделал то, что должен был сделать, чтобы спасти Стину». В последней сцене показывается нож, который герой использует для самоубийства, или же облегчить судьбу Стины. Концовка к игре остаётся двусмысленной.

## Разработка
Разработкой игры занималась независимая шведская студия Simogo, раннее создавшая уже ряд успешных мобильных игр, таких как, например, Beat Sneak Bandit. Ещё задолго до разработки команда задумывала создать игру жанра ужасов, и сразу после окончания разработки Beat Sneak Bandit сценарист Йонас Тарестад предложил в 2012 году сценарий для короткометражного фильма под названием «Årsgång» — годовой прогулки, старинной шведской традиции, согласно которой человек искал встречи со сверхъестественными существами, чтобы увидеть свою будущее. При этом структура повествования подходила для игры, поэтому другой разработчик Саймон Флессер предложил превратить сценарий в игру, при этом никто не рассматривал такую идею всерьёз, а скорее как шуточный эксперимент. Но процесс разработки шёл без проблем, и разработчики всерьёз поняли, что их проект имеет потенциал. Сам оригинальный сценарий был значительно переделан, чтобы он подходил для игры. Неизменными остались только завязка сюжета и её окончание.
Для разработчиков создание Year Walk было необычным опытом, так как прежде они создавали игры, ориентированные на собирание очков, прохождение уровней, но среди них не было ориентированных прежде всего на сюжетное повествование. Изначальный сценарий, предложенный Тарестадом, больше подходил для классического жанра ужасов с наличием нескольких шокирующих сцен смерти, но в конце концов сценарий был переписан, чтобы исключить элементы насилия, паники и смерти.
Предметом вдохновения послужил в целом жанр ужасов, но не какой-то конкретный фильм. Хотя разработчики признались, что всё-таки больше всего вдохновлялись советским мультфильмом «Ёжик в тумане», где сценаристам удалось передать устрашающую атмосферу без каких либо пугающих приёмов. Помимо прочего, разработчики вдохновлялись играми Zelda, которые предлагают сильные сюжетные линии, Fez, предлагающей действительно скрытые головоломки, а также Killer7, демонстрирующей обрывистое повествование.
Разработчики придерживались принципа, что Year Walk — это прежде всего интерактивная история, поэтому создали управление в игре таким, чтобы игрок по возможности не видел каких-либо элементов панели управления или логотипов. Основная сложность разработки была связана с реализацией идеи создания двухмерной игры от первого лица. Команда перепробовала множество идей для реализации такой идеи, остановившись в конце концов на идее вращающихся сцен, которые имеют переходы на другие сцены, подобно лабиринту.
Для написания музыкального сопровождения команда выбрала Даниэля Олсена, считая, что он через свою музыку может передать «типичную шведскую меланхолию», которая по-настоящему важна для ощущения игры. Также в написании мелодий помогал музыкант Джонатан Энг, который ранее создавал музыку к трейлерам предыдущих игр от Simogo.
Портированием игры на консоль от Nintendo Wii U занималась команда разработчиков Scram Kitty and his Buddy on Rails в сотрудничестве с Dakko Dakko. Эта версия вышла в 2015 году.

## Восприятие
| Сводный рейтинг    | Сводный рейтинг                     |
| Агрегатор          | Оценка                              |
| ------------------ | ----------------------------------- |
| GameRankings       | 87,37 %                             |
| Metacritic         | iOS: 87/100 PC: 87/100 WIIU: 82/100 |
| Иноязычные издания |                                     |
| Издание            | Оценка                              |
| Eurogamer          | 9/10                                |
| Hardcore Gamer     | [ 14 ]                              |
| IGN                | 8/10                                |
| TouchArcade        | [ 16 ]                              |
| Game Rant          | [ 17 ]                              |
| Slide to Play      | 50 %                                |

Игра получила преимущественно положительные отзывы со строоны игровых критиков, средняя оценка версии для iOS составляет 87 баллов из 100 возможных по версии агрегатора Metacritic на основе 32 обзоров, 87 баллов из 100 для персональных компьютеров на основе 8 рецензий и 82 балла из 100 для Wii U на основе 12 оценок.
Критик сайта Game Rant заметил, что Year Walk представляет собой увлекательную и красивую прогулку по шведскому фольклору, наполненную атмосферой жуткости, которая заставит вздрогнуть даже самых закоренелых игроков. Представитель сайта ThedigitalFix похвалил игру за её смелое видение скандинавской мифологии и заигрывании со страхом на фоне того, как современная культура, да и остальные игры представляют ту самую мифологию; в частности, игра не боится затрагивать такие остросоциальные темы, как, например, утопление или детоубийства. Игра, по мнению критика, грамотно использует окружающую среду для представленных головоломок, а наличие карты позволит игроку не потеряться в лесном лабиринте. Обозреватель сайта Gamer.no заметил, что разгадывание секретов в Year Walk в значительной степени зависит от способностей игрока наблюдать и делать выводы, так как игра никогда напрямую не говорит, что делать дальше. Хотя несколько раз Year Walk прибегает к классическим приёмам испуга, однако игра прежде всего впечатляет своей гнетущей атмосферой, «давящей на ваши плечи, как тяжелый шведский снег». Представитель сайта DarkStation заметил, что сложно объяснить, что такое Year Walk, не раскрывая его секретов, кроме того, что это одна из лучших приключенческих игр, в которые критик когда-либо играл, и один из самых атмосферных представителей жанров ужасов.
Критик сайта Slant Magazine, обозревая версию игры для персональных компьютеров, заметил, что разработчикам удалось портировать игру на ПК, сохранив безупречность сенсорного управления, великолепную художественную и графическую атмосферу и звуковой дизайн. При этом критик заметил, что игре удаётся пользоваться всеми преимуществами портирования на ПК, демонстрируя более объёмный звуковой ландшафт, чтобы погрузить игрока в лес с привидениями, подталкивающими на мысль о книгах с картинками Эдварда Гори.
Некоторые критики оставили смешанные оценки об игре, например, представитель сайта Slide to Play похвалил Year Walk за свою атмосферность, но в то же время заметил, что темп игры может утомить игрока. Представитель сайта Nintendo Enthusiast заметил, что игрокам, не являющимся поклонниками ужасов, может показаться непонятной тема игры, как и её художественный стиль, кажущийся слишком абстрактным.